# Jambes
Pour les articles homonymes, voir Jambe (homonymie).
Ne doit pas être confondu avec Gembes.
Jambes (en wallon Djambe) est une section au sud de la ville belge de Namur située en Wallonie dans la province de Namur.
C'était une commune à part entière avant la fusion des communes de 1977.
C'est sur le territoire de cette ancienne commune que se situe, face au Parlement de Wallonie sur l'autre rive, la Présidence du Gouvernement wallon, appelée aussi l'Élysette, ainsi que plusieurs ministères du Service public de Wallonie.

## Toponymie et étymologie
L'appellation curieuse de « Jambes » provient de la forme latine GAMEDA (racine : GAM, suffixe : EDA). GAM, vieille racine indo-européenne, renferme l'idée de fonction, de jumelage. Le G s'adoucissant au cours des âges, en J, on obtint JAMEDA (utilisé dans les textes dès le XIIe siècle) que, la langue française a transcrit en « JAMBES ». Il semblerait donc que Jambes, sur la rive droite de la Meuse, soit apparue aux Anciens comme un site de jonction et ait retenu l'idée de confluent du fleuve avec la Sambre, alors que la vision de cette rencontre naturelle ne se soit pas imposée sur la rive gauche, malgré l'importance du site et de la ville de Namur.

## Géographie

### Localisation
La commune de Jambes se situe au sud de Namur, sur la rive droite de la Meuse. Elle a pour voisines les entités de Dave, Erpent et Namur. Elle s'étend sur 761 hectares.

### Géologie

#### Structuration

Carte géologique simplifiée de la section de Jambes.
AMO : Alluvions modernes (Quaternaire)
HOU : Groupe houiller
- Failles

Jambes est traversée par la Bande calédonienne de Sambre-et-Meuse, qui correspond à une importante ligne de rupture située à la limite nord du massif du midi (Condroz-Ardenne), apparue au paléozoïque après avoir subi deux cycles orogéniques : le premier, dit calédonien, daté de l'Ordovicien au Silurien, et le second, dit varisque, au Carbonifère supérieur. Cette zone est entaillée par la dépression creusée par la Meuse sur laquelle se sont déposées des alluvions récentes datant du Quaternaire (AMO et ALA). La frange sud de la commune est constituée d’une succession de bandes calcaires plus ou moins grenus datant du viséen (de −346,7  à   −330,9 millions d’années) : les formations de Namur (NMR), de Neffe (NEF), le calcaire de Lives (LIV), la formation des Grands Malades (GMA).

#### Exploitation de la houille
Le Namurien de la région namuroise a été le siège de plusieurs charbonnages ayant mis en valeur les couches de houille. Sur la commune de Jambes, ce sont quatre petites couches de charbon maigre qui, bien que de faible valeur, ont été exploitées durant plusieurs siècles. Les premières mentions de cette activité remontent au début de XVIIe siècle, mais, c’est au début du XIXe siècle que les concessions se multiplient à Jambes.
La Concession du Bois d’Orjo est la première à être attribuée le 20 août 1823. Les premières traces de houille sont trouvées en 1825. Rapidement, les propriétaires se rendent compte que la rentabilité n’est pas au rendez-vous, le terrain étant soit schisteux – ce qui le rend fragile –, soit argileux, ce qui ralentit la progression. La Concession d’Orjo, d’une superficie de près de 93 ha, est abandonnée en 1852.
La Concession du Bois-Noust jouxte la Concession d’Orjo. D’une superficie de 44 ha environ, elle est sollicitée le 5 novembre 1823, puis vendue à la Concession de Jambes en 1829, prenant le nom de Concession Jambes et Bois-Noust. Commencent alors les grandes entreprises charbonnières namuroises portant depuis 1876 la dénomination de S.A. des Charbonnages Unis de Namur.
En 1882, la société est fusionnée avec la SA des Charbonnages Unis de l'Ouest de Mons. Après de nombreux mouvements de réunions, la concession de mines de houille d'Ouest de Mons est finalement retirée le 16 décembre 2020.

#### Hydrogéologie et alimentation en eau
Les Alluvions de la Meuse renferment d’importantes masses d’eau contenues dans des sédiments, alimentées par la percolation des eaux du fleuve. Il est caractérisé par une forte transmissivité et est soumis quotidiennement à de fortes pressions. À Jambes (SWDE) et à Dave (Vivaqua) ce sont près de 50 000 000 m3 qui sont pompés chaque année et distribués, après traitement, à travers un large territoire de la Wallonie et de la Région bruxelloise. Le site de Jambes existe depuis 1890 et est un des plus vieux sites de prises d’eau de la Société Wallonne des Eaux (SWDE). La station de traitement opérationnelle en 2021 est opérationnelle depuis les années 2000. Avec un débit de 10 000 m3/jour, elle dessert Namur centre, Jambes, Erpent, Wierde, Nanine, Wépion, Malonne.

## Urbanisme

### Voies de communication et transports

#### Réseau routier

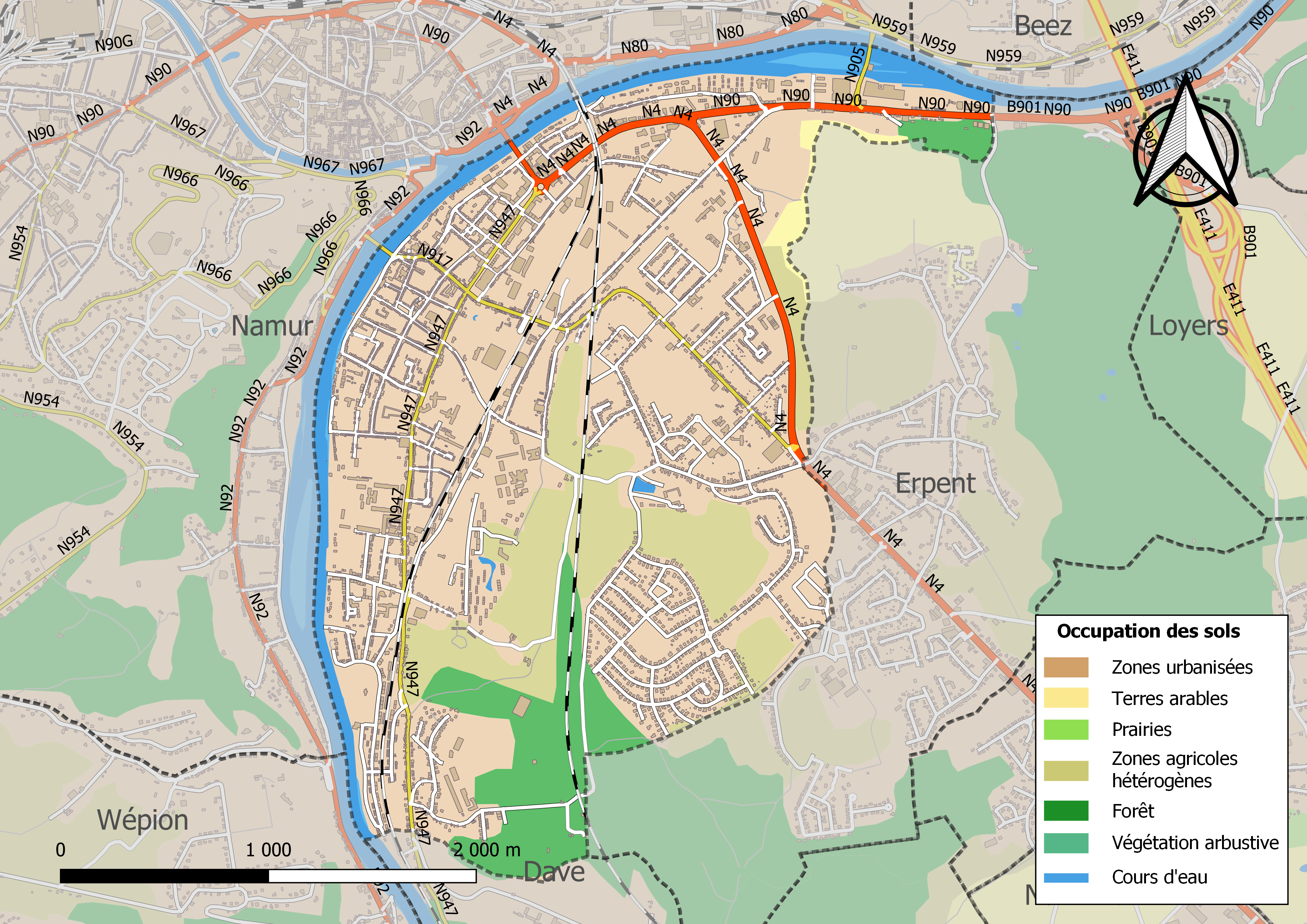
Carte des infrastructures et de l'occupation des sols de Jambes.

Selon le classement hiérarchique du réseau routier adopté dans le schéma de structure communal de la ville de Namur, les principales routes de Jambes peuvent être réparties comme suit :
- le raccordement de Jambes avec l’autoroute A4, classée en tant que E411 et surnommée « Autoroute de l’Ardenne », constitué de la RN 90, et du tronçon de RN 4 reliant le carrefour de la RN 90 et de la RN4 au pont des Ardennes, font partie du réseau structurant à l’échelle régionale ;
- la RN 4 (dénommée Avenue du Luxembourg dans la commune), la RN 947 (dénommée avenue du Gouverneur Bovesse dans la section nord se raccordant avec la place Joséphine-Charlotte ou rue de Dave plus au sud), l’avenue du Bourgmestre Jean Materne (RN 917 sur sa partie ouest) et le pont de Jambes font partie des voies principales de l’agglomération namuroise ;
- les autres routes sont considérées comme des voies locales de Namur et donc de Jambes.

Le plan communal de mobilité étudié en 2009 et publié en mai 2010 a mis en évidence divers dysfonctionnement du réseau routier de Jambes, déjà anciens, comme les importants bouchons en direction des deux accès à la E 411 (Bouge et Loyers), le soir, et du pont des Ardennes, le matin, la problématique du passage à niveau souvent fermé de l’avenue Materne ou l’important trafic sur la rue de Dave,. Les principales propositions concernent : 
- la réalisation d’une nouvelle voirie, dénommée « collectrice », dont le rôle est de soulager le trafic dans l’axe Rue de Dave – Av. Bovesse et son croisement avec l’Avenue Materne ;
- la réalisation d’un pont au-dessus du chemin de fer au niveau du croisement de ce dernier avec l’avenue Materne ;
- la reconfiguration du profil de l’avenue Materne, au moyen d’une bande bus et la mise en place d’un transport en commun en site propre (TCSP) vers la gare de Namur ;
- la création d’un RAVeL (site propre vélo) rejoignant les deux gares Namur et Jambes ;
- la mise en place d’une nouvelle politique de stationnement.

Le Plan Mobilité et Infrastructures 2019-2024 adopté par le Gouvernement wallon comprenait ainsi bien divers aménagements sur Jambes dont, sur la N947, la réalisation de la Collectrice de Jambes, des aménagements cyclo‐piétons vers Dinant et le long de la voirie à Namur, la suppression des passages à niveau de Namur et l'éclairage d’une nouvelle passerelle cyclo‐piétonne ainsi qu’un tunnel. Mais en octobre 2020, le ministre écologiste du Climat, des Infrastructures, de l'Énergie et de la Mobilité Philippe Henry, en fonction depuis septembre 2019, annule une moitié du projet, refusant que de nouvelles voiries soient construites.

#### Ferroviaire
Jambes est desservie par deux gares : la gare de Jambes sur la ligne Namur-Dinant et la gare de Jambes-Est sur la ligne Namur-Luxembourg.

#### Maritime
Les Namourettes sont de petits bateaux de transport qui circulent entre Jambes et Salzinnes en naviguant sur la Meuse et la Sambre. Elles font escales à deux arrêts à Jambes : Joséphine Charlotte et le Port de plaisance.

#### Bus
Plusieurs lignes de bus TEC passent par Jambes pour aller vers Namur ou d'autres destinations plus lointaines.

## Population et société

### Démographie
- Sources:INS, Rem:1831 jusqu'en 1970=recensements, 1976= nombre d'habitants au 31 décembre

## Liste des bourgmestres de 1830 à 1977
- Jean Materne, de 1933 à 1964, (Parti Libéral-PLP).

## Patrimoine et culture

### Bâtiments et parcs
- L'Élysette, siège de la ministre-présidence du gouvernement wallon.
- La Seigneurie d'Anhaive (comprenant le donjon d'Anhaive, dit Enhaive, et un corps de logis), monument classé situé "Place Jean de Flandre". Donjon d'habitation du moyen âge qui est accompagné d'une maison seigneuriale du XVIe siècle qui est flanquée d'une tourelle d'escalier[18].
- La dépendance de l'ancienne ferme d'Anhaive, datant XVIIe siècle[19].
- Le Service public de Wallonie, première interface entre les institutions régionales et le citoyen.
- Le pont de Jambes, refait et rénové de 1961 à 1965. Il est adapté au trafic fluvial moderne.
- Le parc Astrid : situé en plein cœur de Jambes, ce parc est né aux environs de 1955 de la fusion de deux anciennes propriétés privées. Le parc Astrid bénéficie de la présence de panneaux didactiques réalisés par les élèves de l'école du Parc Astrid, d'œuvres d'art et d'une petite cascade située en amont de la pièce d'eau. Quelques arbres remarquables et la reconstitution de l'ancien escalier de l'Hôtel de Ville de Jambes sont présents dans ce parc. La plaine de jeux accueille de nombreux jeunes[20].
- Moulin de l'abbaye de Géronsart, de style traditionnel des environs de 1700, transformé en habitation[21].
- Ancienne abbaye de Géronsart. Fondé entre 1124 et 1128, cet ancien prieuré de chanoines réguliers est érigée en abbaye en 1617 à la demande d'Albert et Isabelle est supprimée en 1797[22].
- Le cinéma Acinapolis[23].
- L'athénée royal de Jambes.
- La Maison aux deux vitrines, double maison de commerce de style Art nouveau, les Villas Marcel, Gaby et À l'oiseau bleu ainsi que de nombreuses autres réalisations de ce style à Jambes.
- La passerelle "L'Enjambée" qui relie Jambes à Namur depuis mai 2020.

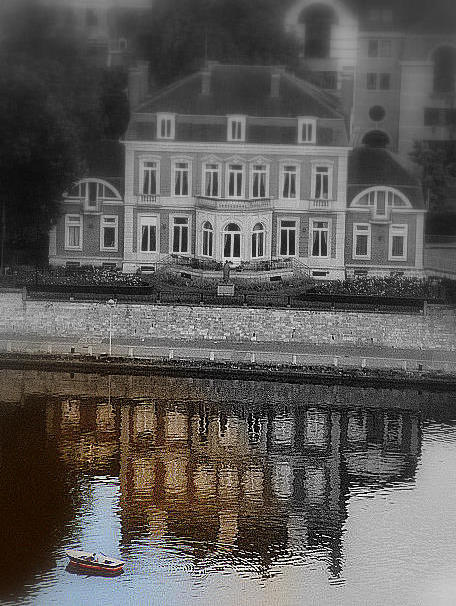
Élysette vue de la citadelle.
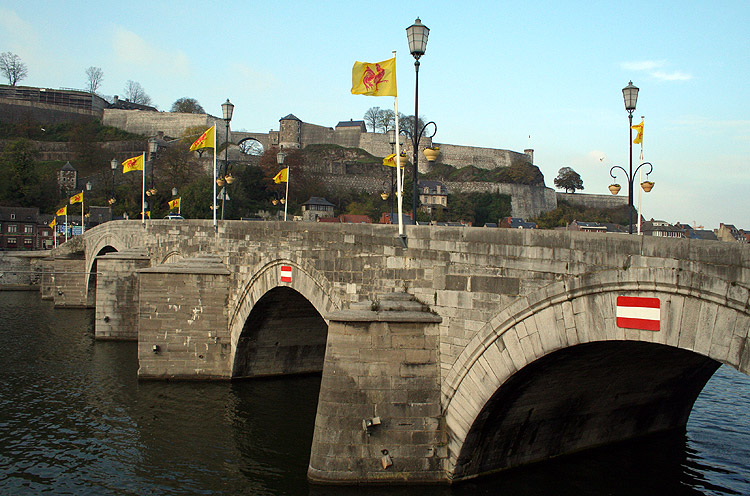
Le Pont de Jambes.
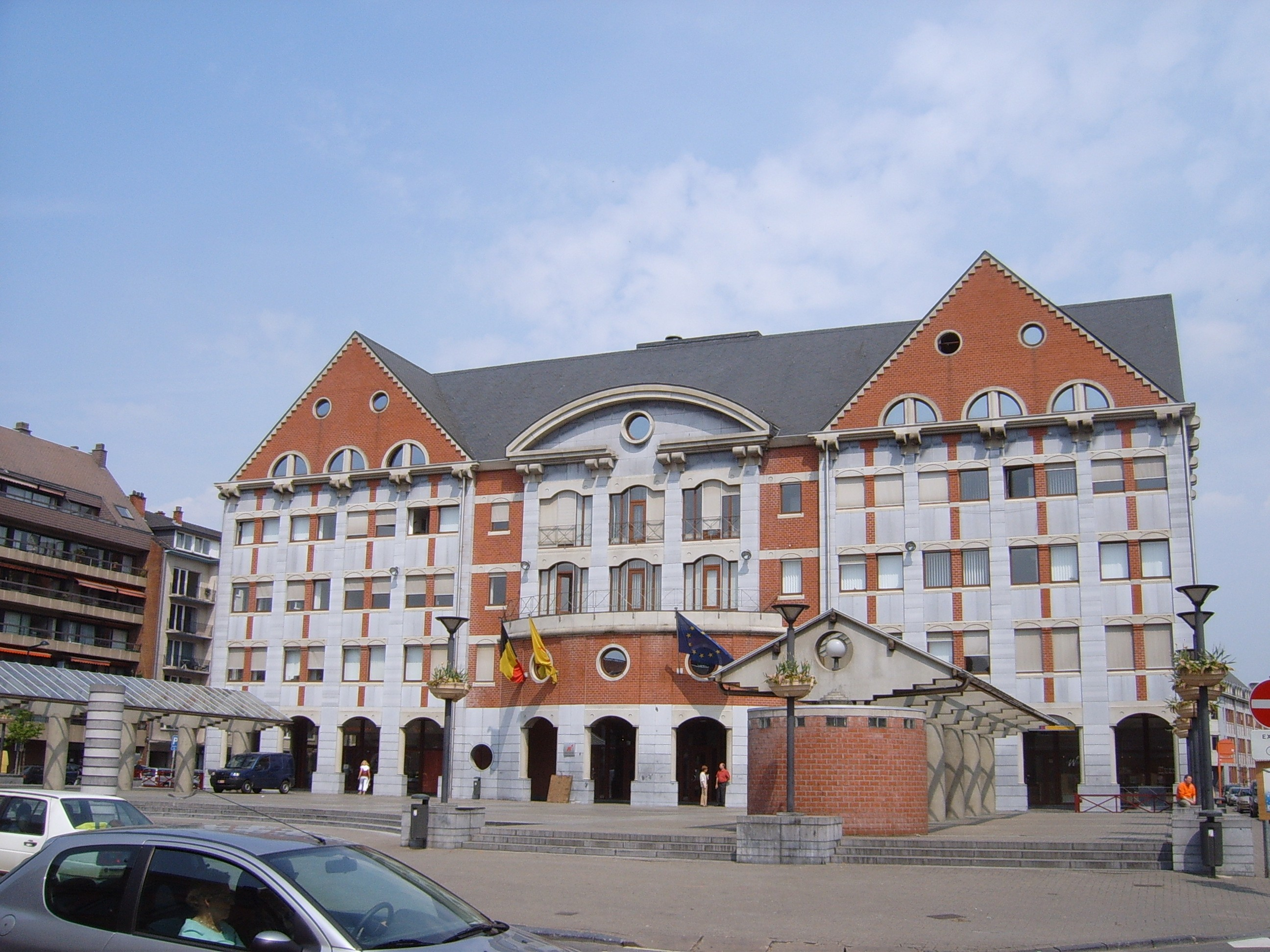
Le Service public de Wallonie, place de la Wallonie.

### Églises et lieux de culte
- Église Saint-Symphorien[24]. Construite en 1928 par l'architecte Ed. Simon en conservant la flèche de l'église antérieure[25].
- Eglise du Sacré-Cœur de Velaine. Edifice construit de 1969 à 1971, par l'architecte G. Lambeau. Elle possède une colombe sculpté d'A. Houart et des vitraux d'A. Lapière[26].

#### Chapelles
- Chapelle Notre-Dame d'Enhaive.
- Chapelle Sainte-Barbe, de style néo-classique datée de 1817[26].
- Chapelle Notre-Dame de Lourdes.
- Chapelle Notre-Dame de la Délivrance.
- Chapelle Sainte-Marguerite d'Antioche.
- Chapelle Notre-Dame du Bon Secours.
- Chapelle à la Vierge accolée à l'ancien Hôtel Bonamy, à l'entrée du Parc Astrid.

### Manifestations culturelles et festivités

#### Corso Fleuri de Jambes
Le corso, ou fréquemment corso fleuri, ou défilé de chars fleuris, ou encore fête des fleurs est un défilé de chars se déroulant dans la rue au cours de fêtes locales de plein air créé en 1920.

#### Festival de Folklore de Jambes
Depuis 1958, cette manifestation populaire met en lumière des délégations venues du monde entier pour faire découvrir et partager avec le public les arts et traditions populaires de leurs pays.
Depuis 1985, cet événement est titré « Festival Intercontinental », classement de haute distinction pour les organisations folkloriques[réf. nécessaire]. Il se déroule traditionnellement le troisième week-end d’août.

#### La Frairie des Masuis et Cotelis Jambois
La Frairie Royale des Masuis et Cotelis Jambois est une Compagnie musicale accompagnée par un groupe de danse wallonne aux origines historiques. Leur fête est le jour de la Saint-Vincent (le 19 Janvier).

#### Joutes nautiques
Les joutes nautiques sont des « combats » folkloriques entre les Jambois et les Plantois se déroulant sur l’eau. Ils se font le 2e dimanche du mois d’août. Les équipes sont composées de 4 jouteurs, 10 pagayeurs, un tambour et un barreur. Les règles sont assez simples : le but est de faire tomber l’autre jouteur dans l’eau en premier. On fait ensuite une fête. Cette pratique date du Moyen Âge lorsque le métier de batelier était alors très compliqué car la Meuse et la Sambre n’était pas canalisées. Le jour des festivités, les bateliers profitaient de leur savoir longuement acquis pour « s’amuser un peu ». Depuis 2022, des joutes féminines sont également organisées.

## Sports et vie associative

### Sports
- Royale Entente sportive jamboise.
- Stade ADEPS de Jambes.
- Piscine de Jambes, couverte 25 × 15 m, avec bassin d'apprentissage de 15 × 6 m[27].
- Patinoire de Jambes, située à côté du Stade ADEPS de Jambes (réouverture prévue en 2024[28]).
- Royal Tennis Club Amée. Fondé en 1962.